# Condado de Decatur (Indiana)
O Condado de Decatur é um dos 92 condados do estado americano de Indiana. A sede do condado é Greensburg, e sua maior cidade é Greensburg. O condado possui uma área de 967 km² (dos quais 2 km² estão cobertos por água), uma população de 24 555 habitantes, e uma densidade populacional de 25 hab/km² (segundo o censo nacional de 2000). O condado foi fundado em 1822.